# Видаличі
44°32′ пн. ш. 14°57′ сх. д. / 44.53° пн. ш. 14.95° сх. д.
Видаличі (хорв. Vidalići) — населений пункт у Хорватії, у Лицько-Сенській жупанії у складі міста Новаля.

## Населення
Населення за даними перепису 2011 року становило 22 осіб.
Динаміка чисельності населення поселення:

## Клімат
Середня річна температура становить 14,56 °C, середня максимальна – 27,27 °C, а середня мінімальна – 2,53 °C. Середня річна кількість опадів – 974 мм.
| Клімат поселення                              | Клімат поселення | Клімат поселення | Клімат поселення | Клімат поселення | Клімат поселення | Клімат поселення | Клімат поселення | Клімат поселення | Клімат поселення | Клімат поселення | Клімат поселення | Клімат поселення | Клімат поселення |
| Показник                                      | Січ.             | Лют.             | Бер.             | Квіт.            | Трав.            | Черв.            | Лип.             | Серп.            | Вер.             | Жовт.            | Лист.            | Груд.            |                  |
| Середній максимум, °C                         | 10,20            | 10,43            | 13,09            | 16,66            | 21,21            | 24,94            | 27,27            | 27,24            | 23,36            | 18,84            | 13,61            | 10,89            |                  |
| Середня температура, °C                       | 6,37             | 6,59             | 9,29             | 12,82            | 17,40            | 21,13            | 23,93            | 23,91            | 20,02            | 15,52            | 10,27            | 7,55             |                  |
| Середній мінімум, °C                          | 2,53             | 2,76             | 5,43             | 9,00             | 13,56            | 17,27            | 20,61            | 20,57            | 16,69            | 12,17            | 6,93             | 4,23             |                  |
| Норма опадів, мм                              | 79               | 67               | 69               | 73               | 70               | 65               | 38               | 58               | 112              | 122              | 121              | 100              |                  |
| Середньомісячна швидкість вітру, м/с          | 2.92             | 3.07             | 3.20             | 3.01             | 2.68             | 2.50             | 2.50             | 2.44             | 2.61             | 2.79             | 3.31             | 3.18             |                  |
| Середньомісячна сонячна радіація, кДж/м²·день | 4664             | 7444             | 10962            | 15784            | 20206            | 22181            | 23766            | 20631            | 14956            | 9581             | 5146             | 3970             |                  |
| --------------------------------------------- | ---------------- | ---------------- | ---------------- | ---------------- | ---------------- | ---------------- | ---------------- | ---------------- | ---------------- | ---------------- | ---------------- | ---------------- | ---------------- |
| Джерело:                                      |                  |                  |                  |                  |                  |                  |                  |                  |                  |                  |                  |                  |                  |